# 谷裕紀彦
谷 裕紀彦（たに ゆきひこ、1969年-）は、日本のプログラマ。富山県出身。

## 来歴
電波新聞社のパソコン・プログラミング雑誌『マイコンBASICマガジン』（ベーマガ）に「Bug太郎（ばぐたろう）」のペンネームでプログラムを多数投稿し、当時既に廃れていたPC-8001用であったにもかかわらずベストプログラマー賞を受賞するなど活躍。1990年にウルフ・チームへ就職し、初のプロデュース・ゲームデザイン作品としてリリースされた『ソル・フィース』は、「ベーマガ卒業生の作品」として同誌で大きく紹介された。後にベーマガのライターとなって、1993年1月号から1994年12月号まで『Bug太郎のプログラムタイム』というコーナーを担当し、ゲームプログラムのための実用的なテクニックを紹介した。
ウルフ・チーム以後は、同社からスタッフが独立して創業したガウ・エンターテインメントに参加。更にネクステック（ネクスエンタテインメント）へ移籍し、同社では執行役員兼最高技術責任者を務めた。2016年7月29日のネクスエンタテインメント解散後、9月1日付でスマイルブーム所属となった。
2015年4月7日から、ProjectEGGにて「DRAGON 'N' SPIRIT」の配信が開始されている。

## 作品

### ベーマガ投稿作品
特記無きものはPC-8001（N-BASIC）用。
- DRAGON 'N' SPIRIT - 1987年10月号 ※ベスト・プログラマー受賞
- Deos - 1987年11月号、PC-8801mkIISR（N88-BASIC V2）用
- Deos-II - 1988年1月号
- N-TYPE - 1988年4月号 ※創刊70号ザ・ベスト・プログラマー受賞（1988年10月号発表）
- Thunder 'N' Brade - 1988年10月号
- GIVERS - 1989年3月号
- Full-Fire - 1990年10月号 ※創刊100号記念ザ・ベスト・プログラム・コンテスト受賞（1991年5月号発表）

### プチコン投稿作品
- GIVERS-P3D - 2016年1月1日、プチコン3号用[6][7]
- P3D-MODELER - 2016年1月26日、プチコン3号用[6]
- GIVERS-P3D BIGエディション - 2017年11月12日、プチコンBIG用[6]

### 商業作品
- ソル・フィース - 1990年、X68000用・メガCD用（ウルフ・チーム）
- エクスランザー - 1993年、メガドライブ用（ガウ・エンターテインメント）
- 新創世記ラグナセンティ - 1994年、メガドライブ用（ネクステック）